# Высшие начальные училища

Схема связи различных типов начальных учебных заведений и годы обучения в них. Изображена ситуация на период после 1913 года.

Вы́сшие нача́льные учи́лища — общеобразовательные заведения Российской империи, промежуточные между начальными и средними.

## Уездные училища
Предварительными правилами, высочайше утверждёнными 24 января 1803 года, были учреждены уездные училища в уездных и губернских городах.
5 ноября 1804 года издан устав учебных заведений, подведомственных университетам. По этому уставу уездное училище должно было служить подготовительным заведением для гимназии.
8 декабря 1828 года был издан новый устав уездных училищ, которым они предназначались преимущественно для детей купечества, обер-офицерских и дворян.
Курс ученья разделялся на три класса (в Виленском учебном округе — на два). Преподавались следующие предметы: Закон Божий, священная и церковная история, русский язык, арифметика, геометрия до стереометрии включительно, но без доказательств; география, история русская и всеобщая сокращённая, чистописание, черчение и рисование. С разрешения министра народного просвещения могли быть открываемы дополнительные курсы для обучения «тем наукам и искусствам, коих знание наиболее способствует успехам в оборотах торговли и в трудах промышленности»

## Городские училища
По положению от 26 мая 1869 года в Киевской, Подольской и Волынской губерниях были созданы двухклассные городские мужские (на правах уездных) и женские училища. Курс учения продолжался в них лишь два года; в эти училища принимались дети, умеющие читать, писать и считать (4 действия арифметики). При каждом мужском училище был приготовительный класс с курсом, равным курсу одноклассных народных училищ; в приготовительном классе обучались вместе дети обоего пола или (где представится надобность) открывались смены для отдельного обучения девочек. 
С 1875 года, согласно положению от 31 мая 1872 года, началось преобразование уездных училищ в городские училища, что произошло по инициативе графа Д. А. Толстого в бытность его министром народного просвещения. Министр был поражён тем, что многие гимназисты оставляли обучение, не оканчивая курса. Было решено, что для того, чтобы отвлечь от низших классов гимназий мальчиков, которые поступали туда без надежды окончить курс, необходимы особые учебные заведения с курсом более коротким и лёгким, чем курс гимназий и реальных училищ.
Одновременно с положением о городских училищах было утверждено положение об учительских институтах и решено постепенно преобразовывать уездные училища в городские «по мере приготовления в учительских институтах учителей в оные». Это преобразование, однако, происходило медленно — в течение 10 лет из 402 уездных училищ, подлежавших преобразованию в городские, были преобразованы лишь 184. К 1899 году в Российской империи осталось 111 уездных училищ.
Городские училища разделялись на одно-, двух-, трёх— и четырёхклассные, но в особых случаях и по особым ходатайствам могли быть учреждаемы пяти— и шестиклассные. В данном случае под «классом» подразумевается не период обучения в 1 учебный год, а количество потоков, обучающихся параллельно. Во всех них, несмотря на разное число классов, курс учения продолжался шесть лет — деление зависело не столько от объёма курса, сколько от числа учителей, что определялось количеством денежных средств, отпускаемых городскими думами на содержание училищ.
Учебный курс городских училищ включал: 1) закон Божий; 2) чтение и письмо; 3) русский язык и церковно-славянское чтение с переводом на русский язык; 4) арифметика, 5) практическая геометрия; 6) география и история отечества с необходимыми сведениями из всеобщей истории и географии; 7) сведения из естественной истории и физики; 8) черчение и рисование; 9) пение; 10) гимнастика. Кроме этого, с разрешения министерства народного просвещения, могли быть преподаваемы и другие предметы (дополнительные).
Прохождение курса уездного или городского училища было обязательным условием для производства канцелярских служителей в первый классный чин коллежского регистратора. Канцелярские служители, не обучавшиеся в училищах, могли в любом возрасте сдать особый экзамен на первый классный чин, совпадавший с курсом училищ; экзамен сдавался при гимназиях.
Обучение в городских училищах было платным. Размер составлял от 8 до 18 рублей в год.
В списке учебных заведений ведомства министерства народного просвещения за 1890/91 год значилось 400 городских училищ: одноклассных — 6, двухклассных — 124, трёхклассных — 210, четырёхклассных — 65, пятиклассных — 3, шестиклассных — 2.
В губерниях Киевской, Подольской и Волынской (за исключением городов Киева, Ровно, Острога и Чигирина) по Положению 26 мая 1869 года существовали «двухклассные городские мужские (на правах уездных) и женские училища, с приготовительными классами и со сменами при последних для девочек» на основании особого положения для этих только губерний. Курс учения в них продолжался лишь два года. При каждом таком мужском училище был приготовительный класс с курсом, равным курсу одноклассных народных училищ. Обучение в таких училищах было бесплатным, но попечителю учебного округа предоставлялось право вводить плату. В 1890/91 году в Российской империи училищ по Положению 26 мая 1869 года было всего 85.

## Высшие начальные училища
С 1912 года городские училища преобразовывались в высшие начальные училища. Существовали мужские, женские, а также небольшое число смешанных высших начальных училищ (преимущественно в Петербурге и Прибалтийских губерниях). Высшие начальные училища состояли из четырёх классов с годичным курсом в каждом. В них принимались дети в возрасте 10—13 лет, окончившие начальную школу. Учащиеся высших начальных училищ, прошедшие курс 1-го и 2-го классов, имели право поступить соответственно во 2-й и 3-й классы гимназий и реальных училищ (для поступления в 3-й класс требовалась сдача экзамена по латыни и иностранным языкам, что часто служило существенной преградой для продолжения образования). Выпускники высших начальных училищ обычно поступали в учительские семинарии или технические училища, а избравшие военную карьеру — в юнкерские училища. Аттестат высшего начального училища давал право на получение самого низкого чина — коллежского регистратора при поступлении на гражданскую службу. В 1916 году в Российской империи насчитывалось 1573 таких училища.